# Asparagus alopecurus
Asparagus alopecurus är en sparrisväxtart som först beskrevs av Anna Amelia Obermeyer, och fick sitt nu gällande namn av Simon T. Malcomber och Sebsebe Demissew. Asparagus alopecurus ingår i släktet sparrisar, och familjen sparrisväxter. Inga underarter finns listade i Catalogue of Life.